# بريان باتل
بريان باتل (بالإنجليزية: Bryan Battle؛ مواليد 21 سبتمبر 1994) هو مُقاتل فنون قتالية مختلطة أمريكي.